# Chainlink (ブロックチェーン)
Chainlink(チェーンリンク)とは、イーサリアム上に構築された分散型オラクルネットワークであり、実世界の様々なデータとブロックチェーン上のスマートコントラクトを接続する機能を持つ。それにより、ブロックチェーンとその外部情報を接続させ、WEBサービス、金融、保険など生活のあらゆる場面でブロックチェーン技術を利用できるようにすることを目指している。

## 歴史
チェーンリンクは2017年にSergey NazaroとSteve Ellisによって作られ、同年コーネル大学教授のAri Juels と共同でチェーンリンクのプロトコルやネットワークを紹介するホワイトペーパーを執筆する。
2018年、Juelsが手掛けた信頼できる実行環境ベースのブロックチェーンオラクルであるTown Crierを統合した。Town Crierは、イーサリアムとHTTPSを使用するウェブソースを接続する。
2019年、スマートコントラクトをサービスするネットワークが正式に開始する。
2020年、Juelsと共作したコーネル社のプロジェクトであるDECOを統合した。DECOは、ゼロ知識証明を用いて、生年月日などの機密情報を明かすことなく、ブロックチェーンのオラクルに情報が真実であることを証明できるプロトコルである。
2021年4月、2番目のホワイトペーパーを発表する。

## 技術的仕組み

### LINKトークン
Chainlinkで使われるトークンは「LINK」であり、チェーンリンクが開発するオラクルサービス上のノードオペレーターに対するお支払い及び担保としての使用される。また、LINKはEthereumブロックチェーン上に発行されているERC677トークンである。

### オラクルネットワーク

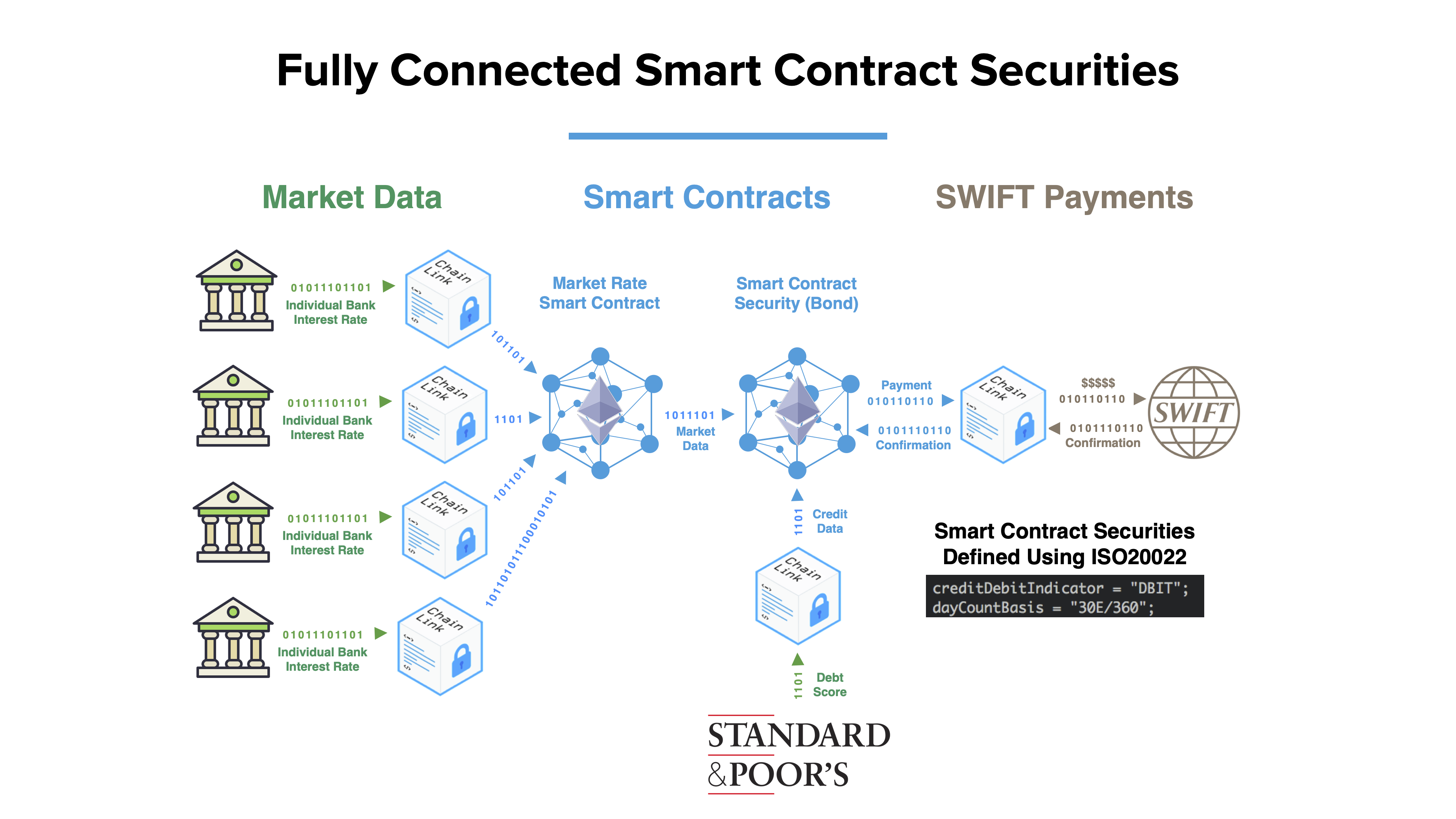
A visual representation of Chainlink's "smart bond architecture"

Chainlinkの分散型オラクルネットワークは、あらゆるブロックチェーンがオフチェーンのデータや計算リソースに安全に接続できるようにするオープンソースの技術基盤である。ここでオラクルとは、イーサリアムの文脈によれば、イーサリアム外部(オフチェーン)からの質問に答えられるトラストレスなシステムを指し、金の価格や乱数とといった外部の情報を正確に得るためのトラストレスな方法をイーサリアムに提供し、その方法をスマートコントラクトを用いて利用できたり、データを安全にDappsのフロントエンドに直接中継できたり、イーサリアムとは異なるブロックチェーンを結ぶミドルウェア（中間処理役）として使う事ができる。つまり、チェーンリンクはブロックチェーンとオフチェーン環境間の「ブリッジ」として機能する。
ネットワークノードは、複数のソースからブロックチェーンにデータをフェッチ、検証、配信し、スマートコントラクトを実行する。ノードのオペレータは、ネットワークのネイティブ暗号通貨であるLINKで報酬を得る。
また、ブロックチェーンへの外部情報の転送に加えて、検証可能なランダム関数（VRF）やデータフィードなど、いくつかの異なるオフチェーン計算機能にも使用でき、データフィードは選挙データをオンチェーンに持ち込むために使用される。またチェーンリンクのVRFは、分散型ゲームに利用可能な乱数生成に利用できる。